# Nancy O'Neil
Nancy O'Neil (Sydney, Austrália, 25 de agosto de 1911 – Londres, Reino Unido, 5 de março de 1995) foi uma atriz de cinema britânica nascida na Austrália.

## Filmografia selecionada
- The Secret of the Loch (1934)
- Crazy People (1934)
- Brewster's Millions (1935)
- The Brown Wallet (1936)
- Head Office (1936)
- Educated Evans (1936)
- The Angelus (1937)
- Garrison Follies (1940)
- Somewhere in Civvies (1943)
- The Titfield Thunderbolt (1953)